# Nuestra historia
Nuestra historia es una telenovela peruana de 2015 producida por TV Perú y María Luisa Adrianzén. Fue escrita por Eduardo Adrianzén, María Luisa Adrianzén y Nena Bravo, dirigida por Alberto Arévalo y Óscar Carillo - quien también es uno de los protagonistas-.

## Trama
La telenovela retrata la vida cotidiana de la historia reciente en Perú, entre 1978 y 2001, a través de los Robles, los Ángeles, las Flores, los Castillo y los Huamán, cinco familias de un barrio de clase media.
La trama gira en torno a Paco Robles el cual está por terminar la secundaria y se enamora de su vecina, Verónica. Por esa época, comienza el conflicto armado interno, en donde se realizan asesinatos contra periodistas.

## Producción
Escrita por Eduardo Adrianzén, la telenovela fue grabada en el distrito limeño de Jesús María, entre otras locaciones, durante ocho meses. Además algunas escenas fueron grabadas en quechua y tuvieron que ser subtituladas. Fue grabada en Ultra HD, considerándose la primera novela peruana en ser grabada en dicha resolución.
La telenovela se estrenó el 16 de noviembre de 2015 de lunes a viernes en prime time a las 9 p. m.. Fue dividida en 4 temporadas de 80 episodios.
El tema musical elegido fue «Alma de 80», escrita e interpretada por el cantante peruano Pelo Madueño.

## Reparto
- Los Robles
  - Óscar Carrillo: Francisco Robles
  - Laly Goyzueta: Nancy Cáceres de Robles
  - Giovanni Arce: Francisco "Paco" Robles Cáceres
  - Leslie Guillén: Milagros Robles Cáceres
- Los Flores
  - Tatiana Espinoza: Patricia Flores
  - Stephanie Orúe: Anabel Gálvez Flores
  - Mayra Najar: Sandra Gálvez Flores
  - Sonia Seminario: Hortensia
  - Fernando Pasco: Waldo Gálvez
- Los Castillo
  - Hernán Romero: César Castillo
  - Graciela Paola: Leonor de Castillo
  - Stefano Tosso: Adrián Alberto Castillo Figari
- Los Ángeles
  - Jorge Guzmán: Ramiro Ángeles Otelo
  - Gabriela Billotti: Rosario de Ángeles
  - María del Carmen Sirvas: Verónica Ángeles
  - Grecia Avilés: Jessica del Prado Ángeles
  - Carlos Casella: Bruno Ángeles
  - Nazaret Ortiz: Rita
- Los Huamán
  - Carlos Mesta: Segundo Huamán
  - Óscar Meza: Domingo Huamán
  - Liliana Trujillo: Prudencia de Huamán
  - Sylvia Majo: Flora
- Otros personajes
  - Gonzalo Revoredo: Jean Pierre
  - Francisco Cabrera: Raúl del Prado
  - Paloma Yerovi: Sofía Cuevas
  - Alexa Centurión: Fiorella Villegas
  - Mónica Domínguez: Gloria
  - Magaly Bolívar: Frida
  - Luiggi Lomparte: Tato
  - Andrea Chuiman: Rosa
  - Jorge Bardales: Franklin
  - Cheli Gonzales: Olinda
  - Elisa Tenaud: Susan
  - Fernando Castañeda: Mateo
  - Patricio Villavicencio: Óscar
  - Paul Ramírez: Jeremías Pantoja
  - Eliana Fry: Eurídice
  - Daniela Sarfati: Geraldine
  - Diana Quijano: Ivette
  - Javier Dulzaides: Renzo
  - Miguel Ángel Álvarez: Jefferson
  - Elvira de la Puente: Madeleine
  - Carlos Cano: Ulises Villegas
  - Nadia Calmet: María Elena Moyano
  - Estefano Buchelli: Martín Vivaldi
  - Solange Salazar: Tania Villegas
  - Alonso Cano: Diego Veramendi
  - Gustavo Mayer: Gilberto
  - Airam Galliani: Claudia
  - Mariano Sábato: Nicolás

## Nominaciones
- Premios Luces: Óscar Carrillo a Mejor actor de televisión.[5]